# Передові країни. В очікуванні нового «економічного дива»
Передові країни. В очікуванні нового «економічного дива» (англ. Breakout nations: In Pursuit of the Next Economic Miracles by Ruchir Sharma) — книжка Ручіра Шарми, індійського інвестора, автора бестселера «Злет і занепад країн. Хто виграє і програє на світовій арені». Вперше опублікована у 2012 році. Продажі книжки побили всі рекорди й зробили її міжнародним бестселером. У 2018 перекладена українською мовою видавництвом «Наш Формат» (перекладач — Андрій Іщенко).

## Огляд книги
Ручір Шарма провів близько двох десятків років, подорожуючи світом аби розвідати, що ж відбувається в країнах, що розвиваються. З перших уст він викладає історію подорожі 20 країнами з найцікавішими економіками, представляючи основних гравців та сили, унікальні для кожної з націй, — передвісники успіху та невдач в майбутньому.
В книзі викладено погляди автора на ринки країн, що розвиваються, їх пізнання та комплексне дослідження.
Як промислова революція в Азії визначає внесок виробників в сучасну економіку? Як прорив в країнах, що розвиваються, може змістити всезагальну увагу на захід, особливо на американські технології та німецьких виробників? Чому наступні потужні економіки — це великі мусульманські демократії? Які побоювання можуть виникнути командних економік?
Декада напрочуд швидкого процвітання країн, що розвиваються, доходить до свого кінця. Ера легких грошей та розвитку завершується. До прикладу, темпи розвитку Китаю сповільнюються, та це не означає, що його місце займуть Бразилія, Росія чи Індія, адже всі вони мають свої слабкі місця та складнощі, які зачасту виходять за очікувані межі. Визначення економічних лідерів майбутнього повинно базуватись на відмові від шаблонних глобальних тенденцій та індивідуальному підході до країн. Шарма припускає, що прорив настане і нові нації вийдуть з тіні. Автор визначає причини та імовірність настання такого прогресу.

## Переклад українською
- Шарма, Ручір. Передові країни. В очікуванні нового «економічного дива» / пер. Андрій Іщенко. К.: Наш Формат, 2018. — 296 с. — ISBN 978-617-7552-01-6